# Karnabal
Karnabal és una pel·lícula espanyola de comèdia fantàstica dirigida el 1985 per Carles Mira i Franco basada en l'espectacle l' Alè del grup de teatre català Comediants. Fou rodada en català.
El resultat és una pel·lícula amb un univers imaginari on hi cap cinema mut, musical estatunidenc, surrealisme, sarsuela, decorats de cartó pedra, teatre tradicional, costums i personatges populars, tot deformat per l'absurd i l'oníric amb un fort esperit mediterrani. Comediants posen en imatges el seu concepte teatral dels tipus, costums i les festes típiques i populars de la mediterrània en un espectacle ple de llum, color, vitalitat i fantasia.

## Sinopsi
Jaumet avança decididament en cotxe per la carretera quan a la sortida d'un revolt es aturat per un homenet extraordinari que el fa pujar en un globus i el porta a una ciutat de faula, bulliciosa i caòtica. Hi arriba atordit i enmig d'una gran excitació és investit rei pels habitants de la ciutat, que l'exhorten a manar bajanades i coses sense sentit. En Jaumet s'integra en la follia i viu intensament la situació. Aleshores apareix la Bella Dama, amb moltes màscares, per qui sent una passió irrefrenable però a qui no es pot acostar. Finalment, acaba el seu regnat i el poble l'acomiada amb una gran foguera a la plaça on és cremat en efígie. Simultàniament, la Bella Dama, ara transformada en simpàtica velleta, el guia a través del "Llibre dels Somnis" en un viatge fora de l'espai i el temps.
Un altre cotxe apareix a la carretera i se li apareix novament l'homenet extraordinari, i tot torna a començar.

## Repartiment
- Jaume Bernadet
- Jordi Bulbena
- Ramon Calduch
- Montserrat Català
- Angeleta Julián
- Kin-Hua Kuan
- Matilde Muñiz
- Anna Muñoz-Suay
- Quimet Pla
- Andreu Sánchez

Van intervenir membres de la companyia Comediants, però també de La Cubana, Gresca Fresca, Xibeques i El Drac.

## Premis
Prèviament a la seva estrena fou presentada fora de concurs a la 42a Mostra Internacional de Cinema de Venècia. Va guanyar el premi especial del jurat al Fantasporto de 1986 als IV Premis de Cinematografia de la Generalitat de Catalunya va guanyar el premi al millor llargmetratge i el premi al millor tècnic per la seva intervenció en pel·lícules catalanes per la muntadora Teresa Alcocer i López.